# NGC 7259
NGC 7259 (również PGC 68718) – galaktyka spiralna (Sb), znajdująca się w gwiazdozbiorze Ryby Południowej. Odkrył ją John Herschel 28 września 1834 roku.
W galaktyce tej zaobserwowano fałszywą supernową SN 2009ip.